# Лошань
Лоша́нь або Лоша́ни — річка в Україні, у межах Дрогобицького району Львівської області. Права притока Тисмениці (басейн Дністра).

## Опис
Довжина Лошані 10 км, площа басейну 13,7 км². У верхів'ях річка типово гірська з V-подібною долиною; нижче долина трапецієподібна. Річище слабо звивисте.

## Розташування
Витоки розташовані серед північно-східних відногів Східних Бескидів (Карпати), на північних схилах гори Вага (778,4 м), що належить до Орівського Долу (на південний схід від Борислава). Річка тече переважно на північ. Впадає до Тисмениці біля північно-східної околиці Борислава, яка носить назву Губичі. 
Притоки: невеликі потічки. 
Лошань протікає через східну частину міста Борислава — Тустановичі.